# Oberesch (Rehlingen-Siersburg)
Oberesch (mundartlich Uerweresch, Uweresch) liegt am nordwestlichen Rand der Gemeinde Rehlingen-Siersburg im Saarland im ländlichen Raum an der Grenze der Gesamtgemeinde zu Frankreich.

## Geschichte

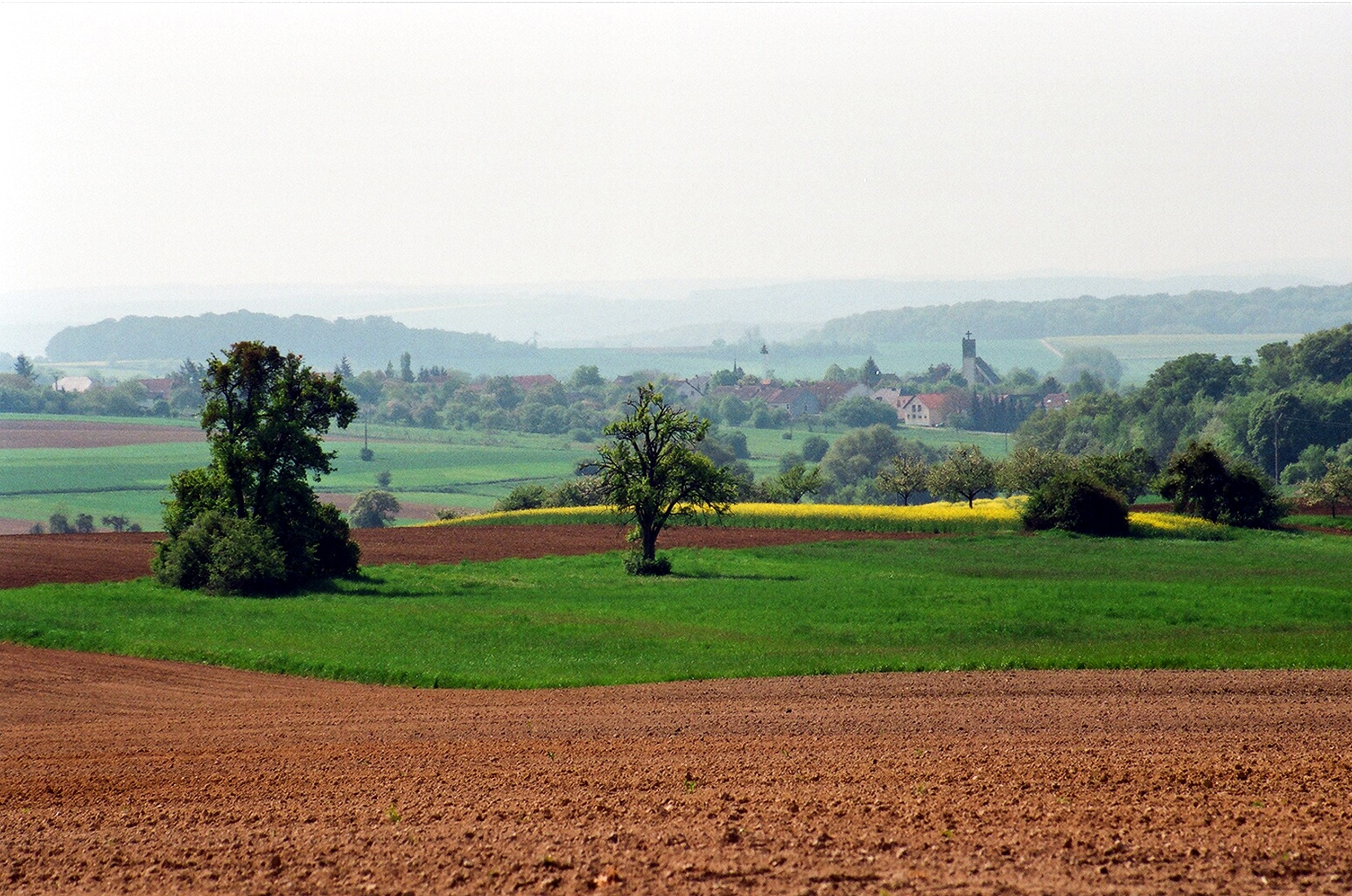
Ortsansicht Oberesch

Die Gründung von Oberesch geschah in der 2. Hälfte des 14. Jahrhunderts. Bis zum Dreißigjährigen Krieg (1635) standen die drei Dörfer Esch, Mittelesch und Oberesch unter der Gerichtsbarkeit der Besitzer des nahen Schlosses Burg Esch. Sie bildeten zusammen eine Pfarrei. Die Pfarrkirche befand sich in Esch, ungefähr 90 Meter vor dem Schlosstor in gerader Linie von dem Tor nach Oberesch zu. Sie war zu Ehren des hl. Wendelin geweiht, war ungefähr 13 Meter lang und 7 Meter breit. Sie wurde erbaut von den Herren von Esch, deren Wappen am Schlussstein des Gewölbebogens im Chor und auf einem Grabstein, der als Altarstufe diente, zu sehen war. Um die Kirche oder Kapelle herum lag ein Kirchhof, der den drei Dörfern gemeinsam war.
Die Kirche wurde im Dreißigjährigen Krieg bis auf den Chor zerstört. Im Jahre 1723 wurde sie von den Einwohnern von Oberesch wieder hergestellt und blieb ihr Eigentum bis 1795. Da sie auf dem Banne von Burgesch stand, wurde sie 1795 von der französischen Regierung beschlagnahmt und an einen Hennequin aus Grindorf verkauft, der sie später wieder an Oberesch zurückgab.
Die seit uralten Zeiten am Pfingstmontag nach Mettlach vorgeschriebene Prozession und zwei nach Rettel und Neunkirchen und Colmen bestandene Prozessionen wurden, gegen 1780, in eine Prozession nach dieser Kapelle umgewandelt, und so wurde die Kirche von Oberesch ein bedeutender Pilgerort bis zu ihrer Zerstörung 1831. Die heutige Kapelle in Oberesch datiert aus demselben Jahre 1831.
Im Dreißigjährigen Krieg verschwanden die Dörfer Esch und Mittelesch (Schlacht von Wallerfangen). Im Jahre 1664 kam Oberesch in die Pfarrei von Schwerdorf und 1789 wurde es auch in die Gemeinde Schwerdorf einverleibt. Von 1792 an bildete es eine besondere Mairie bis 1812, kam 1812 bis 1815 wieder zur Mairie Schwerdorf und wurde dann preußisch. Im Jahre 1802 hatte Oberesch 155 Einwohner und 27 Häuser, 1893 waren es 300 Einwohner.
Das nahe bei Oberesch auf lothringischem Boden gelegene Schloss Burg Esch wurde ebenfalls im 14. Jahrhundert gegründet und war früher immer Sitz einer Herrschaft, deren Gerichtsbarkeit sich über eine Anzahl Dörfer ausdehnte. Der erste Herr war Hesso von Esch, der aus dem Schloss Esch bei Diekirch in Luxemburg stammte; er ließ 1353 das Schloss bauen, daher der Name Burg Esch.
Später erhoben sich die drei Dörfer in der Nähe, die wie schon gesagt von dem Schlosse abhängig waren: Esch oder Burg Esch, Mittelesch und Oberesch. Das erste lag rechts beim Schlosse, auf Oberesch zu, wo heute die Gärten sind; das zweite lag zwischen Schloss und Oberesch und das dritte ist das heutige Oberesch.
Im 18. Jahrhundert kam die Familie de Villers in den Besitz von Burg Esch. Nach dem Ausbruch der Französischen Revolution musste der Herr von Burgesch, Graf Villers mit Familie, im Jahre 1792 nach Deutschland flüchten. Das Schloss mit sämtlichen Gütern wurde von der französischen Regierung beschlagnahmt und an einen Meister Steinmetzer aus Paris verkauft. Letzterer kam nie nach Burgesch, sondern ließ das Gut durch einen Hennequin aus Grindorf verwalten. Der Sohn des geflüchteten Grafen von Villers kaufte 1804 das Gut Burgesch wieder von dem Steinmetzer und die Familie von Villers bewohnte dies bis Ende des Ersten Weltkriegs.
1815 kam dieser Landesteil an Preußen, und der damalige Graf von Villers wurde zum Bürgermeister ernannt; doch wurde bei der Grenzregulierung 1829 Burg Esch wieder an Frankreich abgetreten, während Oberesch bei Preußen verblieb.
Bemerkenswert ist die Aufwärtsentwicklung des Dorfes im 19. Jahrhundert. Im Jahre 1800 zählte man 145 Seelen und 20 Haushaltungen. 1821 waren es schon 212 Einwohner und 38 Häuser. Im Jahre 1843 zählte man sogar 312 Einwohner.
Im Zweiten Weltkrieg war Oberesch Teil der „Roten Zone“ im Vorfeld des Westwalls. Die Bewohner wurden während des Krieges zweimal evakuiert und kehrten am 26. Mai 1945 in ihre Heimat zurück.
Bis Ende 1973 war Oberesch eine eigenständige Gemeinde. Im Zuge der Gebiets- und Verwaltungsreform wurde die bis dahin eigenständige Gemeinde Oberesch am 1. Januar 1974 ein Ortsteil der Gemeinde Rehlingen, die später in Rehlingen-Siersburg umbenannt wurde.
Seit 1990 besteht eine Gemeindepartnerschaft mit dem nahen Schwerdorff.

## Politik

### Ortsrat
Der Oberescher Ortsrat besteht aus neun Mitgliedern. Nach der Kommunalwahl 2024 hat die SPD 5 Sitze und die CDU 4 Sitze im Oberescher Ortsrat. Im Oktober 2024 wurde Michael Engel zur dritten Amtszeit als Ortsvorsteher vom Ortsrat gewählt.

### Wappen
Geviert; oben rechts in Rot ein gestümmelter silberner Adler; oben links in Silber ein grüner Eschenzweig mit drei aus gemeinsamem Stiel wachsenden Blättern nebeneinander; unten rechts in Silber drei grüne Ähren nebeneinander; unten links in Rot zwei silberne Balken, belegt oben mit drei und unten mit zwei schwarzen Kugeln.
Das Wappen des Ortes Oberesch nimmt mit den verwendeten Figuren Bezug auf seine geschichtliche Vergangenheit, seinen Namen und seine landschaftliche Lage. Der gestümmelte silberne Adler im oberen rechten Felde steht für die jahrhundertelange territoriale Zugehörigkeit zum Herzogtum Lothringen. Der gestümmelte, d. h. ohne Schnabel und Fänge dargestellte Adler (frz. alérion-Adlerchen) ist dem Stammwappen der Lothringer Herzöge entnommen, die drei solcher Alérions hintereinander auf rotem Schrägbalken in einem goldenen Schilde führten.
Dem Lothringer Adler schräg gegenüber steht im unteren linken Feld das Wappen der Herren von Esch: Im roten Felde zwei silberne Balken, der obere mit drei und der untere mit zwei schwarzen Kugeln belegt. Für die stete Zugehörigkeit des Ortes zur Herrschaft Esch (über 450 Jahre) steht das Wappen der gleichnamigen ersten Herrschaftsbesitzer.
Der Eschenzweig oben links und die Ähren unten rechts symbolisieren zum einen den Ortsnamen, wobei für die Wahl des Wappenbildes Eschenzweig die heute (und auch frühere) Klangform des zweiten Namensbestandteiles Esch den Anhaltspunkt gab. Diese rein vom Sprachgefühl her vorgenommene Ableitung des Namens macht das Wappen insoweit „redend“.
Die Ähren dagegen stehen für eine mögliche „richtige“ sprachliche Ableitung des Namens: Esch kann gleichgesetzt werden mit „großes Getreidefeld“. Die zweite mögliche Herleitung des Namens von mhd. asche oder äsche = Asche wurde dabei für die Wappengestaltung vernachlässigt. Beide Figuren in ihrer grünen Farbgebung stehen zum anderen für die Lage von Oberesch in einer reizvollen ländlichen und immer noch von der Landwirtschaft geprägten Gegend. Sie unterstreichen aber auch das durch Wald, Wiesen und Felder abwechslungsreich gestaltete Erscheinungsbild der Oberescher Gemarkung.

## Kultur und Sehenswürdigkeiten

### Mariengrotte
Nach dem Ersten Weltkrieg wurde am Ortseingang von Oberesch eine Mariengrotte errichtet. Das Oberescher Kleinod verdanken die Bewohner von Oberesch einem Mann aus Merzig. Wilhelm Cattany ließ sie nach dem Ersten Weltkrieg aus Dankbarkeit errichten. Er war Matrose auf einem Kriegsschiff, das bei einer Seeschlacht unterging. In dieser tiefen Seenot hatte er zur Gottesmutter Maria gebetet und einen Schwur abgeleistet. Sollte er tatsächlich gerettet werden, würde er eine Grotte zu Ehren Marias bauen lassen. Seit Jahrzehnten gehen die Pfarrangehörigen von Oberesch immer am Fest „Maria Himmelfahrt“ (15. August) in einer Prozession von der Kirche zur Grotte um der Gottesmutter Maria zu huldigen.

### Cholerakreuz
Das Oberescher Cholerakreuz ist das älteste erhaltene Dorfkreuz und stammt aus dem 18. Jahrhundert. Der Überlieferung nach war das Kreuz vor etwa 300 Jahren errichtet worden, als in Lothringen viele Menschen an der Cholera starben. In dieser Not stellten die Oberescher dieses Kreuz an der alten „Flandernstraße“ auf. Oberesch wurde von der Cholera verschont. Das aus Sandstein gehauene Kreuz stand früher am Dorfausgang in Richtung Biringen. Das Denkmal wurde aus einem Stück gehauen, bemerkenswert sind die seltene Form und Reliefzeichen. Eine bewegte Vergangenheit liegt hinter dem kleinen Oberescher Denkmal: 1940 wurden in Oberesch durch die „Neuordnung des ländlichen Raumes“ viele Häuser abgerissen. Im Zuge dieser Maßnahmen wurde auch das Dorfkreuz weggeräumt. Das Cholerakreuz wurde damals von Oberescher Bürgern vor der Zerstörung bewahrt und gerettet. 1969 wurde das Steinkreuz nach dem Bau der neuen St. Antoniuskirche in der Nähe des Kirchengebäudes wieder aufgestellt. Der damalige Standort war sehr ungünstig, es fiel kaum noch auf. 1995 hat das Kreuz seinen endgültigen Platz im Eingangsbereich der St. Antoniuskirche gefunden. Kreisgartenbaumeister und Hobby-Steinbildhauer Rudolf Altmeyer aus Fürweiler schuf aus einem in der Eifel gewonnenen Sandstein einen neuen Sockel für das alte Kreuz.

## Regelmäßige Veranstaltungen
- Januar: Neujahrscafe
- März/April: Mundarttheater
- Mai: Piddelchesfest (Dorffest)
- Juni: Kirmes
- Juni: Bauern- und Handwerkermarkt
- Juli: Zwei Dörfer spielen Fußball
- August: Tandemfischen
- 15. August: Marienprozession

## Wettbewerb „Unser Dorf hat Zukunft“
2017 nahm Oberesch am Kreiswettbewerb von „Unser Dorf hat Zukunft“ teil und gewann die Goldmedaille. Durch den Sieg qualifizierte sich der Ort für den Landeswettbewerb 2018 und vertrat damit den Landkreis Saarlouis auf Landesebene, wo man ebenfalls eine Goldmedaille gewann. Oberesch gehört damit zu den saarländischen „Golddörfern“. Durch den Sieg vertrat Oberesch das Saarland im 26. Bundeswettbewerb 2019 und konnte hier eine Silbermedaille gewinnen. Außerdem wurde die Dorfgemeinschaft von der Bundesjury mit einem Sonderpreis für das Generationen übergreifende Engagement „Zusammenhalt für die Dorfentwicklung“ ausgezeichnet.

## Vereinsleben
Die örtliche Freiwillige Feuerwehr feierte im Jahr 2023 das 100-jährige Bestehen. Es existiert ein Fanfarenzug und ein Mundarttheater.